# Pope Motor Car Company

Pope-Toledo Tonneau (1904)

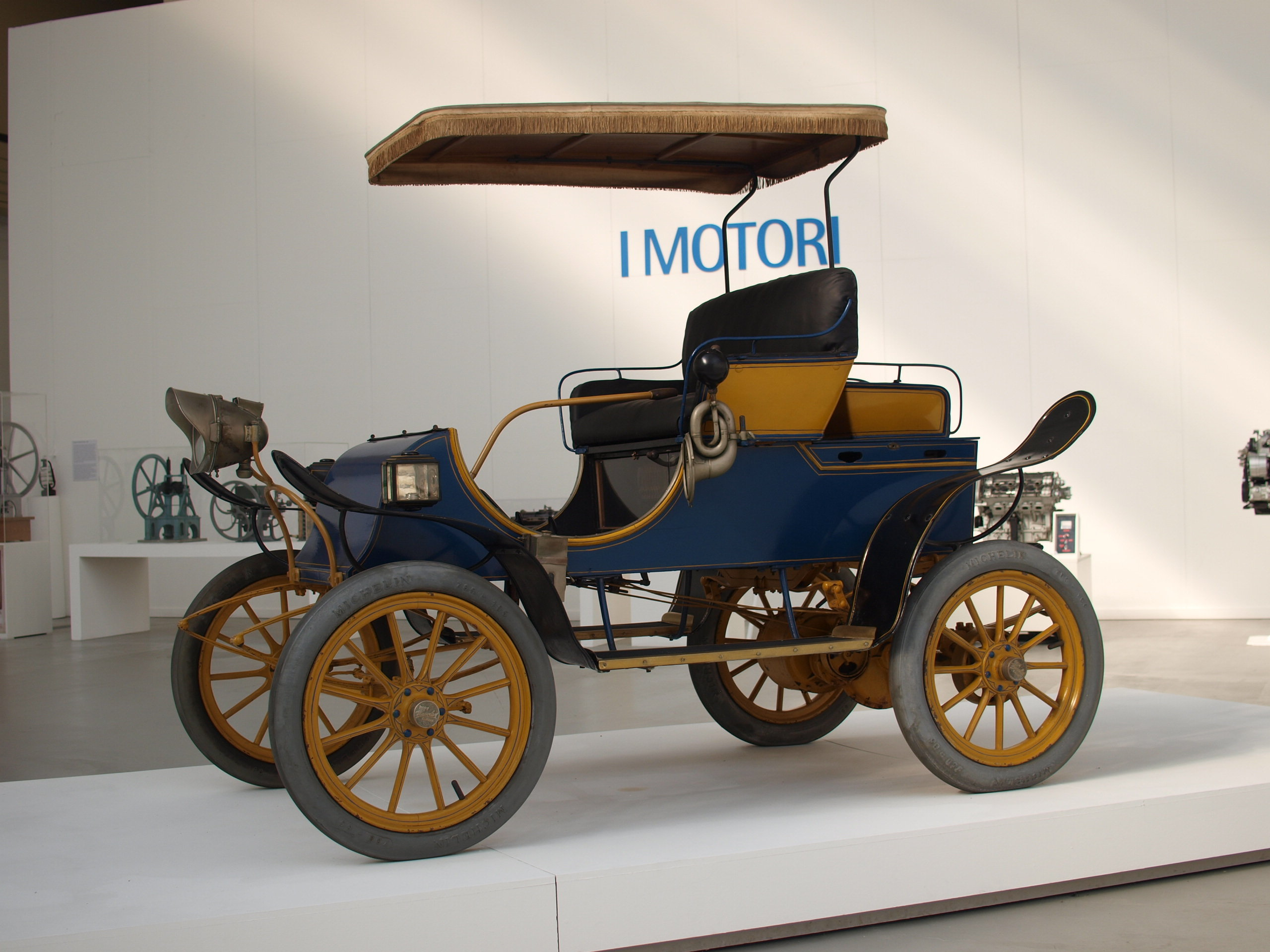
Pope-Waverley Electric Runabout (1907), gebaut im Zweigwerk Indianapolis

Die  Pope Motor Car Company war ein US-amerikanischer Automobilhersteller, der von 1903 bis 1909 in Toledo (Ohio) ansässig war. Sie stellte Automobile unter dem Namen  Pope-Toledo her.

## Beschreibung
Vorgängerunternehmen war die International Motor Car Company, ebenfalls aus Toledo in Ohio. A.B.C. und die Pope Manufacturing Company waren die Keimzelle des ersten Automobilkonzerns der USA, den Colonel Albert A. Pope um die Jahrhundertwende aufbaute. In diesem Konzern wurden die vom Konzern kontrollierten Fahrzeughersteller 1903 zusammengefasst. So entstand aus der International Motor Car Company die Pope Motor Car Company.
Der Pope-Toledo wurde bis zum Zusammenbruch des Konzerns 1909 gebaut. 1909 wurde das Unternehmen von Richard D. Apperson von der American National Bank in Lynchburg (Virginia) übernommen. Nach einem Versuch zur Wiederbelebung der angesehenen Marke verschwand sie kurz darauf endgültig vom Markt. Die Anlagen wurden an die Overland Auto Company verkauft, die ihrerseits  John North Willys gehörte und später zu General Motors kam.
Pope-Toledo war eine gehobene Marke innerhalb des Pope-Imperiums, zu dem auch der Elektro- und Luxuswagenhersteller Columbia, der Auto- und Motorradhersteller Pope-Hartford oder auch eine Waverley Department genannte Fertigungsstätte in Indianapolis (Indiana) gehörte, wo man unter dem Namen Pope-Waverley preiswerte Elektrofahrzeuge baute.
Das 1903 angebotene Modell war ein offener Zweisitzer mit vier Rädern und Frontmotor. Es wurde von einem Reihendreizylindermotor mit 2983 cm³ Hubraum angetrieben, der – für die damalige Zeit ungewöhnlich – einen abnehmbaren Zylinderkopf besaß. Die Ventile waren seitengesteuert und die Drehzahl wurde bei 600 min−1 begrenzt. Die Motorkraft wurde über ein Dreiganggetriebe und je eine Kette zu beiden Hinterrädern weitergeleitet. Der Wagen hatte einen hauptsächlich aus Holz bestehenden Rahmen, der mit einem Stahl-Hilfsrahmen kombiniert war, der die wichtigsten mechanischen Komponenten trug. Der Radstand betrug 2261 mm und die Spur 1422 mm.
Das Modell von 1904 war ein größerer Tourenwagen. Er hatte einen Tonneau-Aufbau mit Heckeinstieg, bot fünf Personen Platz und kostete US$ 3500,–. Der vorne stehend eingebaute Vierzylinderreihenmotor entwickelte 24 bhp (17,6 kW) und es gab ein Dreigang-Stirnradgetriebe. Der mit einem Stahlrahmen aus Kastenprofilen ausgestattete Wagen wog 1066 kg. Der moderne, heckgetriebene Wagen hatte Hebel für Zündungsverstellung und Gas im Lenkrad, damals eine Neuerung.
1907 gab es auch Limousinen und Tourenwagen mit sieben Sitzen.

## Modelle
| Modell | Bauzeitraum | Zylinder | Leistung                 | Radstand |
| ------ | ----------- | -------- | ------------------------ | -------- |
|        | 1903        | 3 Reihe  |                          | 2261 mm  |
|        | 1904        | 2 Reihe  | 14 bhp (10,3 kW)         | 1930 mm  |
|        | 1904        | 4 Reihe  | 24 bhp (17,6 kW)         | 2388 mm  |
| X      | 1905–1906   | 4 Reihe  | 20–24 bhp (14,7–17,6 kW) | 2235 mm  |
| VII    | 1905–1906   | 4 Reihe  | 30–35 bhp (22–26 kW)     | 2438 mm  |
| VIII   | 1905        | 4 Reihe  | 30 bhp (22 kW)           | 2540 mm  |
| IX     | 1905        | 4 Reihe  | 45 bhp (33 kW)           | 2642 mm  |
| XII    | 1906–1908   | 4 Reihe  | 40 bhp (29 kW)           | 2642 mm  |
| XV     | 1907        | 4 Reihe  | 50 bhp (37 kW)           | 2921 mm  |
| XVII   | 1908        | 4 Reihe  | 50 bhp (37 kW)           | 3200 mm  |
| XVIII  | 1908        | 4 Reihe  | 50 bhp (37 kW)           | 3200 mm  |
| XVI    | 1908        | 4 Reihe  | 50 bhp (37 kW)           | 2921 mm  |
| XXI    | 1909        | 4 Reihe  | 50 bhp (37 kW)           | 2921 mm  |
| XXIII  | 1909        | 4 Reihe  | 50 bhp (37 kW)           | 2921 mm  |
| XXII   | 1909        | 4 Reihe  | 50 bhp (37 kW)           | 3200 mm  |